# Síndrome RAPADILINO
La síndrome RAPADILINO és un trastorn autosòmic recessiu caracteritzat per:
- RA : "radial" defecte del radi
- PA : aplàsia de la rótula ("patellar"), paladar arquejat o fissurat (Llavi leporí i fenedura palatina)
- DI : diarrea, articulacions dislocades
- LI : (''little'') d'estatura baixa, malformació als membres
- NO : nas esvelt (''slender nose"), intel·ligència normal

És més freqüent a Finlàndia que a altres llocs del món. S'ha associat amb el gen RECQL4. També s'associa amb la síndrome de Rothmund-Thomson i la síndrome de Baller-Gerold.